# Szajván katonai temető
A Szajván katonai temető (Sai Wan Cemetery) egy második világháborús hongkongi sírkert.

## Története
A második világháború alatt nagyjából 5300 nemzetközösségi katonát temettek el a városállamban, közülük mintegy 1700 jelölt, 3600 jelöletlen sírban nyugszik. Az utóbbiak nevét négy emlékmű őrzi. A katonák jelentős része az 1941-es japán invázió és azt azt követő visszavonulás közben vesztette életét. Sok elesett katonát a Stanley-temetőben és más sírkertekben hantoltak el.
A temetőben több mint 1500 katona földi maradványai nyugszanak, közülük 400 ismeretlen. Vannak közöttük britek, új-zélandiak, ausztrálok, kanadaiak és indiaiak. A háború után Formosáról is átvitték Hongkongba a szövetséges hadifoglyok földi maradványait.
A nemzetközösségi katonai temetőkben megszokott Emlékezés kövét Edwin Lutyens tervezte. Az ő elképzelése alapján készült el az első világháborús áldozatokra emlékező hongkongi kenotáfium is. A temető alsó részén álló kereszt Reginald Blomfield munkája. A  temetőt Colin St Clair Oakes brit építész tervezte. A bejáratnál található emlékművön több mint kétezer olyan katona nevét sorolják fel, aki a Hongkongért folyó harcokban esett el, vagy japán fogságban halt meg, de sírja ismeretlen.

## Történelmi háttér
A japánok 1941. december 8-án indították meg a támadást Hongkong ellen. A területet nagyjából 12 ezer nemzetközösségi katona védte, közöttük kétezer kanadai, aki csak november közepén érkezett erősítésként. A támadók jelentősen nagyobb erőket vonultattak fel a kínai szárazföldön, mint a védők, az első partraszállási kísérletük mégsem sikerült. Heves légicsapások után december 18-án a japánok létrehozták a hongkongi hídfőt, amelyből gyorsan terjeszkedtek. Karácsony este a kimerült, ellátási nehézségekkel küzdő, létszámhátrányban lévő nemzetközösségi csapatok letették a fegyvert. Az ütközetben több mint ezer szövetséges katona esett el, és nagyjából ugyanennyien tűntek el. A hadifoglyok között 2300 sebesült volt.